# Magda Julin
Magda Maria Henrietta Julin (nascida Magda Mauroy; Vichy, França, 24 de julho de 1894 – Estocolmo, Suécia, 21 de dezembro de 1990) foi uma patinadora artística sueca. Ela foi campeã olímpica em 1920.

## Principais resultados
| Resultados                                            | Resultados      | Resultados       | Resultados       | Resultados    | Resultados       | Resultados      | Resultados       | Resultados      | Resultados      | Resultados      | Resultados    | Resultados    | Resultados    | Resultados    |
| Internacional                                         | Internacional   | Internacional    | Internacional    | Internacional | Internacional    | Internacional   | Internacional    | Internacional   | Internacional   | Internacional   | Internacional | Internacional | Internacional | Internacional |
| Evento/Temporada                                      | 1910– 1911      | 1911– 1912       | 1912– 1913       |               | 1914– 1915       | 1915– 1916      | 1916– 1917       | 1917– 1918      | 1918– 1919      | 1919– 1920      | 1920– 1921    |               |               |               |
| ----------------------------------------------------- | --------------- | ---------------- | ---------------- | ------------- | ---------------- | --------------- | ---------------- | --------------- | --------------- | --------------- | ------------- | ------------- | ------------- | ------------- |
| Jogos Olímpicos                                       |                 |                  |                  |               |                  |                 |                  |                 | Medalha de ouro |                 |               |               |               |               |
| Campeonato Mundial                                    |                 |                  | 6.ª              |               |                  |                 |                  |                 |                 |                 |               |               |               |               |
| Campeonato Nórdico                                    |                 |                  |                  |               |                  |                 |                  | Medalha de ouro |                 | Medalha de ouro |               |               |               |               |
| Jogos Nórdicos                                        |                 |                  |                  |               |                  | Medalha de ouro |                  |                 |                 |                 |               |               |               |               |
| Nacional                                              |                 |                  |                  |               |                  |                 |                  |                 |                 |                 |               |               |               |               |
| Campeonato Sueco                                      | Medalha de ouro | Medalha de prata | Medalha de prata |               | Medalha de prata | Medalha de ouro | Medalha de prata | Medalha de ouro |                 |                 |               |               |               |               |
|                                                       |                 |                  |                  |               |                  |                 |                  |                 |                 |                 |               |               |               |               |
| Legenda: Competição não foi disputada nesta temporada |                 |                  |                  |               |                  |                 |                  |                 |                 |                 |               |               |               |               |